# Nephodia sibylla
Nephodia sibylla là một loài bướm đêm trong họ Geometridae.